# Wieści (pismo)
Wieści – tygodnik społeczno-polityczny wydawany w Krakowie od 6 stycznia 1957 roku i poświęcony sprawom wsi. Pismo koncentruje się na zagadnieniach ekonomiczno-rolnych, ale poświęca również miejsce na tematykę kulturalną. Pierwszym redaktorem naczelnym pisma był Stanisław Słupek. 14 marca 1990 pismo zostało zawieszone. Od 6 maja 1990 jest pismem niezależnym.